# Aphaenogaster sagei
Aphaenogaster sagei är en myrart som först beskrevs av Auguste-Henri Forel 1902.  Aphaenogaster sagei ingår i släktet Aphaenogaster och familjen myror.

## Underarter
Arten delas in i följande underarter:
- A. s. pachei
- A. s. sagei